# Calvin Zola
Calvin Zola-Makongo (n. Kinsasa, Zaire (actualmente República Democrática del Congo), 31 de diciembre de 1984) es un futbolista inglés de origen congoleño. Juega de delantero y actualmente milita en el Stevenage FC inglés.

## Clubes
| Club             | País       | Año         |
| ---------------- | ---------- | ----------- |
| Newcastle United | Inglaterra | 2001 - 2003 |
| Oldham Athletic  | Inglaterra | 2003 - 2004 |
| Tranmere Rovers  | Inglaterra | 2004 - 2008 |
| Crewe Alexandra  | Inglaterra | 2008 - 2011 |
| Burton Albion    | Inglaterra | 2011 - 2013 |
| Aberdeen         | Escocia    | 2013 - 2014 |
| Stevenage FC     | Inglaterra | 2014-       |

## Curiosidad
Pese a ser congoleño, Zola inició su carrera futbolística en Inglaterra, donde jugó en varios clubes, entre ellos su club formador Newcastle United.